# Paryphodes globulatus
Paryphodes globulatus är en tvåvingeart som beskrevs av Günther Enderlein 1924. Paryphodes globulatus ingår i släktet Paryphodes och familjen bredmunsflugor. Inga underarter finns listade i Catalogue of Life.